# こぶしファクトリー
こぶしファクトリー（英語: MAGNOLIA FACTORY）は、ハロー!プロジェクトに所属していた女性アイドルグループである。
活動時の所属事務所はアップフロントプロモーション。第57回日本レコード大賞最優秀新人賞受賞。2020年3月30日をもって解散した。

## 概要
2015年1月2日、ハロー!プロジェクト所属のハロプロ研修生内で結成されたユニットとして、同年2月25日にユニット名が発表された。ユニット名の由来は、「春の訪れを告げるように、他の木々にさきがけて白い花を梢いっぱいに咲かせる日本原産の花、「コブシ（辛夷）」のように「優美」でありながら、コブシという名前の由来でもある（にぎりこぶし）に象徴される「力強さ」を兼ね備えたグループになってほしい」とされている。

## メンバー一覧

### 解散時のメンバー
| 名前                         | 生年月日              | 出身地   | ニックネーム （）内は非公式 | 血液型 | 身長    | メンバーカラー | 備考                                                                          |
| ---------------------------- | --------------------- | -------- | --------------------------- | ------ | ------- | -------------- | ----------------------------------------------------------------------------- |
| 広瀬彩海 （ひろせ あやか）   | 1999年8月4日（26歳）  | 神奈川県 | あやぱん                    | O型    | 156cm   | ターコイズ     | リーダー 元・ナイスガールトレイニー 同時にハロー!プロジェクトも卒業、契約終了 |
| 野村みな美 （のむら みなみ） | 2000年2月10日（25歳） | 東京都   | みなみな （のむさん）       | B型    | 155cm   | ロイヤルブルー | 同時にハロー!プロジェクトも卒業 2022年をもって契約終了                        |
| 浜浦彩乃 （はまうら あやの） | 2000年4月26日（25歳） | 埼玉県   | はまちゃん (はまちゃん大佐) | AB型   | 162cm   | ピンク         | 同時にハロー!プロジェクトも卒業、契約終了 2023年1月現在株式会社CRAVE所属      |
| 和田桜子 （わだ さくらこ）   | 2001年3月8日（24歳）  | 愛知県   | わださく （さこ、らっこ）   | B型    | 163.5cm | グリーン       | 同時にハロー!プロジェクトも卒業、芸能界を引退                                 |
| 井上玲音 （いのうえ れい）   | 2001年7月17日（24歳） | 東京都   | れいれい                    | O型    | 161.5cm | パープル       | 元・ナイスガールトレイニー Juice=Juiceに加入                                  |

### 旧メンバー
| 名前                       | 生年月日              | 出身地 | ニックネーム （）内は非公式 | 血液型 | メンバーカラー | 卒業・脱退日  | 在籍日数                  | 備考                                            |
| -------------------------- | --------------------- | ------ | --------------------------- | ------ | -------------- | ------------- | ------------------------- | ----------------------------------------------- |
| 藤井梨央 （ふじい りお）   | 1999年3月4日（26歳）  | 愛知県 | りおりお （藤丼、イーヨー） | B型    | マスタード     | 2017年7月6日  | 916日 （2年6か月と4日）   | 元サブリーダー 契約解除、同時に芸能界を引退。   |
| 小川麗奈 （おがわ れな）   | 2000年3月27日（25歳） | 栃木県 | れなこ                      | A型    | レッド         | 2017年9月6日  | 978日 （2年8か月と4日）   | 同時にハロー!プロジェクトも卒業、芸能界を引退。 |
| 田口夏実 （たぐち なつみ） | 2000年7月21日（25歳） | 埼玉県 | たぐっち                    | A型    | オレンジ       | 2017年12月6日 | 1069日 （2年11か月と4日） | 契約解除、同時に芸能界を引退。                  |

### 旧メンバー詳細

#### 小川麗奈
- 好きな色は赤である。
- ハロー!プロジェクトの憧れの先輩として菅谷梨沙子を、好きな先輩として工藤遥と矢島舞美を挙げていた。
  - 研修生時代の2014年夏に行われた、ハロコンの際、公演の合間の休憩中、菅谷に「ブログに掲載する写真を一緒に撮って」、と話しかけられて、嬉しさのあまり号泣してしまった。菅谷は、小川の好きな先輩に自分が挙げられていることを知っていて、せっかくだから、という思いでの行動だったが、後に、目を腫れさせて本番に出演させることになってしまって申し訳ないことをした、と語っている。
- ライバルとして森戸知沙希を挙げていた。森戸は、小川と同じ栃木県出身でかつ同い年である。
- モーニング娘。の12期メンバーである羽賀朱音を妹のように可愛がっていた。
- 好きな食べ物は、チョコケーキと氷である。

#### 田口夏実
- アイドルになったきっかけは、小さいとき『きらりん☆レボリューション』が大好きで、それに久住小春が出ていたこと。また『しゅごキャラ!』も大好きだったので、（主題歌を歌う）Buono!にもあこがれて。そのうちハロー!プロジェクト全体にすごくあこがれるようになった。
- モーニング娘。9期オーディションを小学校4年生の10歳で受けたのがきっかけで研修生となった。
- こぶしファクトリー内のライバルとして野村みな美を、また他ユニットで気になるメンバーとして山木梨沙を挙げている。なお、研修生当時は、ライバルを「おがわれなこちゃんです」と語っていた。
- 好きな食べ物は、トマト、野菜、みかんおよびアスパラガスである。
- 他ユニットのライバルとして船木結を挙げている[12]。ちなみに、田口がハロプロエッグとして加入した当初からそれほど身長が大きく伸びず、同期で加入した浜浦彩乃とは加入当初は身長があまり変わらなかったのが、浜浦がしばらくして急激に身長が伸びていたため、自分が小さいままとなっていたが[注 1]、船木が研修生として加入したことで、やっと自分より小さい子が加入してきた、と発言していたことがある。
- 犬を飼っており、名前は「こぶし」[13]。犬種は、パグ。2016年からは、猫の「梅」を飼い始めている[14]。

## 略歴

### 2015年
- 1月2日、ハロー!プロジェクトコンサート「Hello!Project 2015 WINTER」において、ハロプロ研修生から浜浦彩乃、田口夏実、小川麗奈、野村みな美、和田桜子、藤井梨央、広瀬彩海、井上玲音の8人による新ユニットを結成することを発表[15]。
- 2月25日、ユニット名が「こぶしファクトリー」に決定[4]。
  - ユニット名の選考には、Berryz工房の活動停止後、「ハロー!プロジェクト・アドバイザー」に就任した清水佐紀も関わり「ファクトリー（＝工房）」という言葉には、Berryz工房の精神を継承するという意思が入っている[4]。
- 3月8日、Zepp Tokyoにて開催された『ハロプロ研修生 発表会 2015 〜3月の生タマゴShow!〜』において、リーダーが広瀬、サブリーダーが藤井に決定したことを発表[16]。
- 6月3日公開の『ハロ!ステ#120』にてメンバーカラーを発表[17]。
- 6月14日、Zepp Tokyoにて開催された『ハロプロ研修生 発表会 2015 〜6月の生タマゴShow!〜』において、2015年秋にzetimaからメジャーデビューすること、およびその収録楽曲を発表[18]。
- 7月8日公開の『ハロ!ステ#125』にて、メジャーデビュー日が2015年9月2日であることを発表[19]。
- 9月2日、1stシングル「ドスコイ!ケンキョにダイタン/ラーメン大好き小泉さんの唄/念には念（念入りVer.）」をリリース。メジャーデビューを果たす[20]。
- 11月6日 - 2016年1月30日、グループ初単独ライブツアー『こぶしファクトリー ライブツアー2015 〜The First Ring!〜』を全10都市17公演で開催[21]。
- 12月30日、第57回日本レコード大賞最優秀新人賞を受賞[1]。

### 2016年
- 2月17日、2ndシングル「桜ナイトフィーバー/チョット愚直に!猪突猛進/押忍!こぶし魂」をリリース。また、同作でグループ初となるオリコン週間シングルランキング1位を獲得[22]。
- 4月16日 - 6月19日、『こぶしファクトリー ライブツアー2016春 〜The Cheering Party!〜』を全14都市27公演で開催[23]。
- 5月10日、愛踊祭2016の公式サポーターに就任。エリア代表決定戦課題曲「オラはにんきもの」のパフォーマンスモデルを務めた[24]。
- 7月27日、3rdシングル「サンバ!こぶしジャネイロ/バッチ来い青春!/オラはにんきもの」をリリース。
- 7月19日、音霊 OTODAMA SEA STUDIOにて単独ライブ『こぶしファクトリー Special Live 2016 Summer in OTODAMA SEA STUDIO』を開催[25]。
- 9月17日 - 11月20日、『こぶしファクトリー ライブツアー 2016秋 〜Hyper Mode〜』を全14都市28公演で開催[26][27]。
- 11月30日、1stアルバム『辛夷其ノ壱』をリリース。

### 2017年
- 2月23日 - 3月4日、全労済ホール/スペース・ゼロにて主演舞台「JKニンジャガールズ」を上演[28]。また、7月より同作品が映画化されることも発表された[29]。
- 4月9日 - 5月28日、『こぶしファクトリー ライブツアー 2017春 〜PROGRESSIVE〜』を全15都市29公演で開催[30][31]。
- 5月12日、藤井が学業専念のため、同年夏開催予定のハロー!プロジェクトのコンサートツアー『Hello! Project 2017 SUMMER』をもってこぶしファクトリーおよびハロー!プロジェクトから卒業することを発表[32][33]。
- 6月14日、4thシングル「シャララ!やれるはずさ/エエジャナイカ ニンジャナイカ」をリリース。
- 7月6日、所属事務所であるアップフロントプロモーションは藤井について「『ハロー!プロジェクトのルールに反する事案』が発覚、『改善のための話し合いの際に取り交わした約束が果たされなかった』」とし、藤井との専属マネージメント契約を途中解約の形で終了したことを発表[34]。
- 7月13日、小川が不安神経症との診断により8月中旬まで活動休止が発表[35][36]、8月16日、活動休止期間の延長が発表された[37][38][39]。9月6日、なおも体調が安定せず、グループにこれ以上迷惑をかけられないという本人の気持ちもあり、本人や両親、医師とも話し合い、グループおよびハロプロからの卒業という結論に至り、芸能界を引退した[40][41][42][43][44]。
- 7月17日、主演映画『JKニンジャガールズ』が公開[45][46]。
- 8月22日、音霊 OTODAMA SEA STUDIOにて単独ライブ『OTODAMA SEA STUDIO 2017 〜SUMMER FACTORY〜』を開催。
- 10月7日 - 12月3日、『こぶしファクトリー ライブツアー 2017秋 〜Songs For You〜』を全11都市23公演で開催[47][48][49]。
- 12月6日、アップフロントモーションから「ここ数ヶ月の田口の行動が、こぶしファクトリー、並びにハロー!プロジェクトメンバーの自覚と責任を欠いた」として田口の専属マネージメント契約を解除した[11]。

### 2018年
- 3月28日、5thシングル「これからだ!/明日テンキになあれ」をリリース。
- 4月8日 - 12月8日、『こぶしファクトリー ライブツアー2018 〜SHINE!こぶし魂!〜』を全21都市48公演で開催[50][51][52][53][54][55]。
- 4月18日、国民的アニメソングカバーコンテスト『愛踊祭2018』の公式サポーターをつばきファクトリーと共に務めることを発表[56]。敗者復活WEB予選の課題曲である「ひょっこりひょうたん島」をカバー[57]。
- 5月3日 - 5月5日、つばきファクトリーとの合同コンサートツアー『こぶしファクトリー&つばきファクトリー プレミアムライブ2018春 “KOBO”』を開催。
- 8月8日、6thシングル「きっと私は/ナセバナル」をリリース。
- 8月22日、音霊 OTODAMA SEA STUDIOにて単独ライブ『OTODAMA SEA STUDIO 2018 〜こぶし夏魂!!〜』を開催。

### 2019年
- 4月13日 - 6月21日、『こぶしファクトリー ライブツアー 2019 〜春麗〜』を全11都市21公演で開催[58]。
- 4月24日、7thシングル「Oh No 懊悩/ハルウララ」をリリース[59]。
- 5月3日 - 6日、グループ初の単独ホールコンサートツアー『こぶしファクトリー ファーストコンサート2019 春麗 〜GWスペシャル〜』を全2都市4公演で開催[60][61]。
- 7月31日、音霊 OTODAMA SEA STUDIOにて単独ライブ『OTODAMA SEA STUDIO 2019 supported by POCARI SWEAT こぶし夏の念!!』を開催。
- 9月2日、豊洲PITにて単独ライブ『こぶしファクトリー ライブツアー2019秋 〜Punching the air!スペシャル〜』を開催[62][63]。
- 9月14日 - 12月16日、『こぶしファクトリー ライブツアー 2019秋 〜Punching the air!〜』を全10都市19公演で開催[64]。
- 10月2日、2ndアルバム『辛夷第二幕』をリリース。
- 11月14日 - 24日、こくみん共済 coop ホール／スペース・ゼロにて、BEYOOOOONDSとの合同舞台「こくみん共済 coop ホール／スペース・ゼロ提携公演 演劇女子部『リボーン ～13人の魂は神様の夢を見る～』」を上演[65][66]。

### 2020年
- 1月8日、同年3月30日に行われる東京ドームシティホールでのコンサートをもって解散することを発表[2]。広瀬、野村、浜浦はハロー!プロジェクトも卒業し芸能活動は継続、井上は引き続きハロー!プロジェクトのメンバーとして活動を継続、和田は芸能活動を終了する[2][67][68]。
- 3月4日、ラストシングル「青春の花/スタートライン」をリリース。
- 3月30日、東京ドームシティホールにて開催されたライブ『こぶしファクトリー ライブ2020 〜The Final Ring!〜』をもって解散[69][3]。新型コロナウイルス（SARS-CoV-2）の感染拡大の状況を鑑み、無観客で行われ、CSテレ朝チャンネル1にて生中継・配信された[70][71][3]。

### 2025年
- 7月18日、過去にリリースした全楽曲を翌19日より各サブスクリプション型（定額制）音楽ストリーミングサービスで配信開始することを発表[72]。

## 作品
※「最高位」は「オリコン週間ランキング」に準ずる

### シングル
|                                   | 発売日                         | タイトル                                                                        | 規格品番                       | 規格品番                       | 最高位                         |
| インディーズ（UP-FRONT WORKS）    | インディーズ（UP-FRONT WORKS） | インディーズ（UP-FRONT WORKS）                                                  | インディーズ（UP-FRONT WORKS） | インディーズ（UP-FRONT WORKS） | インディーズ（UP-FRONT WORKS） |
| --------------------------------- | ------------------------------ | ------------------------------------------------------------------------------- | ------------------------------ | ------------------------------ | ------------------------------ |
| -                                 | 2015年03月26日                 | 念には念/ サバイバー                                                            |                                | UFBW-1443/4                    | -                              |
| メジャー（zetima/UP-FRONT WORKS） |                                |                                                                                 |                                |                                |                                |
| 1                                 | 2015年09月02日                 | ドスコイ!ケンキョにダイタン/ ラーメン大好き小泉さんの唄/ 念には念（念入りVer.） | 初回生産限定盤A                | EPCE-7138/9                    | 3位                            |
| 1                                 | 2015年09月02日                 | ドスコイ!ケンキョにダイタン/ ラーメン大好き小泉さんの唄/ 念には念（念入りVer.） | 初回生産限定盤B                | EPCE-7140/1                    | 3位                            |
| 1                                 | 2015年09月02日                 | ドスコイ!ケンキョにダイタン/ ラーメン大好き小泉さんの唄/ 念には念（念入りVer.） | 初回生産限定盤C                | EPCE-7142/3                    | 3位                            |
| 1                                 | 2015年09月02日                 | ドスコイ!ケンキョにダイタン/ ラーメン大好き小泉さんの唄/ 念には念（念入りVer.） | 通常盤A                        | EPCE-7144                      | 3位                            |
| 1                                 | 2015年09月02日                 | ドスコイ!ケンキョにダイタン/ ラーメン大好き小泉さんの唄/ 念には念（念入りVer.） | 通常盤B                        | EPCE-7145                      | 3位                            |
| 1                                 | 2015年09月02日                 | ドスコイ!ケンキョにダイタン/ ラーメン大好き小泉さんの唄/ 念には念（念入りVer.） | 通常盤C                        | EPCE-7146                      | 3位                            |
| 2                                 | 2016年02月17日                 | 桜ナイトフィーバー/ チョット愚直に!猪突猛進/ 押忍!こぶし魂                      | 初回生産限定盤A                | EPCE-7185/6                    | 1位                            |
| 2                                 | 2016年02月17日                 | 桜ナイトフィーバー/ チョット愚直に!猪突猛進/ 押忍!こぶし魂                      | 初回生産限定盤B                | EPCE-7187/8                    | 1位                            |
| 2                                 | 2016年02月17日                 | 桜ナイトフィーバー/ チョット愚直に!猪突猛進/ 押忍!こぶし魂                      | 初回生産限定盤C                | EPCE-7189/90                   | 1位                            |
| 2                                 | 2016年02月17日                 | 桜ナイトフィーバー/ チョット愚直に!猪突猛進/ 押忍!こぶし魂                      | 通常盤A                        | EPCE-7191                      | 1位                            |
| 2                                 | 2016年02月17日                 | 桜ナイトフィーバー/ チョット愚直に!猪突猛進/ 押忍!こぶし魂                      | 通常盤B                        | EPCE-7192                      | 1位                            |
| 2                                 | 2016年02月17日                 | 桜ナイトフィーバー/ チョット愚直に!猪突猛進/ 押忍!こぶし魂                      | 通常盤C                        | EPCE-7193                      | 1位                            |
| 3                                 | 2016年07月27日                 | サンバ!こぶしジャネイロ/ バッチ来い青春!/ オラはにんきもの                      | 初回生産限定盤A                | EPCE-7227/8                    | 3位                            |
| 3                                 | 2016年07月27日                 | サンバ!こぶしジャネイロ/ バッチ来い青春!/ オラはにんきもの                      | 初回生産限定盤B                | EPCE-7229/30                   | 3位                            |
| 3                                 | 2016年07月27日                 | サンバ!こぶしジャネイロ/ バッチ来い青春!/ オラはにんきもの                      | 初回生産限定盤C                | EPCE-7231/2                    | 3位                            |
| 3                                 | 2016年07月27日                 | サンバ!こぶしジャネイロ/ バッチ来い青春!/ オラはにんきもの                      | 通常盤A                        | EPCE-7233                      | 3位                            |
| 3                                 | 2016年07月27日                 | サンバ!こぶしジャネイロ/ バッチ来い青春!/ オラはにんきもの                      | 通常盤B                        | EPCE-7234                      | 3位                            |
| 3                                 | 2016年07月27日                 | サンバ!こぶしジャネイロ/ バッチ来い青春!/ オラはにんきもの                      | 通常盤C                        | EPCE-7235                      | 3位                            |
| 4                                 | 2017年06月14日                 | シャララ!やれるはずさ/ エエジャナイカ ニンジャナイカ                            | 初回生産限定盤A                | EPCE-7339/40                   | 4位                            |
| 4                                 | 2017年06月14日                 | シャララ!やれるはずさ/ エエジャナイカ ニンジャナイカ                            | 初回生産限定盤B                | EPCE-7341/2                    | 4位                            |
| 4                                 | 2017年06月14日                 | シャララ!やれるはずさ/ エエジャナイカ ニンジャナイカ                            | 初回生産限定盤SP               | EPCE-7343/4                    | 4位                            |
| 4                                 | 2017年06月14日                 | シャララ!やれるはずさ/ エエジャナイカ ニンジャナイカ                            | 通常盤A                        | EPCE-7345                      | 4位                            |
| 4                                 | 2017年06月14日                 | シャララ!やれるはずさ/ エエジャナイカ ニンジャナイカ                            | 通常盤B                        | EPCE-7346                      | 4位                            |
| 5                                 | 2018年03月28日                 | これからだ!/ 明日テンキになあれ                                                 | 初回生産限定盤A                | EPCE-7390/1                    | 3位                            |
| 5                                 | 2018年03月28日                 | これからだ!/ 明日テンキになあれ                                                 | 初回生産限定盤B                | EPCE-7392/3                    | 3位                            |
| 5                                 | 2018年03月28日                 | これからだ!/ 明日テンキになあれ                                                 | 初回生産限定盤SP               | EPCE-7394/5                    | 3位                            |
| 5                                 | 2018年03月28日                 | これからだ!/ 明日テンキになあれ                                                 | 通常盤A                        | EPCE-7396                      | 3位                            |
| 5                                 | 2018年03月28日                 | これからだ!/ 明日テンキになあれ                                                 | 通常盤B                        | EPCE-7397                      | 3位                            |
| 6                                 | 2018年08月08日                 | きっと私は/ ナセバナル                                                          | 初回生産限定盤A                | EPCE-7421/2                    | 5位                            |
| 6                                 | 2018年08月08日                 | きっと私は/ ナセバナル                                                          | 初回生産限定盤B                | EPCE-7423/4                    | 5位                            |
| 6                                 | 2018年08月08日                 | きっと私は/ ナセバナル                                                          | 初回生産限定盤SP               | EPCE-7425/6                    | 5位                            |
| 6                                 | 2018年08月08日                 | きっと私は/ ナセバナル                                                          | 通常盤A                        | EPCE-7427                      | 5位                            |
| 6                                 | 2018年08月08日                 | きっと私は/ ナセバナル                                                          | 通常盤B                        | EPCE-7428                      | 5位                            |
| 7                                 | 2019年04月24日                 | Oh No 懊悩/ ハルウララ                                                          | 初回生産限定盤A                | EPCE-7485/6                    | 4位                            |
| 7                                 | 2019年04月24日                 | Oh No 懊悩/ ハルウララ                                                          | 初回生産限定盤B                | EPCE-7487/8                    | 4位                            |
| 7                                 | 2019年04月24日                 | Oh No 懊悩/ ハルウララ                                                          | 初回生産限定盤SP               | EPCE-7489/90                   | 4位                            |
| 7                                 | 2019年04月24日                 | Oh No 懊悩/ ハルウララ                                                          | 通常盤A                        | EPCE-7491                      | 4位                            |
| 7                                 | 2019年04月24日                 | Oh No 懊悩/ ハルウララ                                                          | 通常盤B                        | EPCE-7492                      | 4位                            |
| 8                                 | 2020年03月04日                 | 青春の花/ スタートライン                                                        | 初回生産限定盤A                | EPCE-7584/5                    | 5位                            |
| 8                                 | 2020年03月04日                 | 青春の花/ スタートライン                                                        | 初回生産限定盤B                | EPCE-7586/7                    | 5位                            |
| 8                                 | 2020年03月04日                 | 青春の花/ スタートライン                                                        | 通常盤A                        | EPCE-7588                      | 5位                            |
| 8                                 | 2020年03月04日                 | 青春の花/ スタートライン                                                        | 通常盤B                        | EPCE-7589                      | 5位                            |

#### コラボレーション
- ひょっこりひょうたん島（配信限定、2018年7月18日） - こぶしファクトリー&つばきファクトリー名義
- YEAH YEAH YEAH/憧れのStress-free/花、闌の時（2018年9月26日） - ハロプロ・オールスターズ名義

### アルバム
|   | 発売日         | タイトル   | 規格品番        | 規格品番     | 最高位 |
| - | -------------- | ---------- | --------------- | ------------ | ------ |
| 1 | 2016年11月30日 | 辛夷其ノ壱 | 初回生産限定盤A | EPCE-7268/9  | 11位   |
| 1 | 2016年11月30日 | 辛夷其ノ壱 | 初回生産限定盤B | EPCE-7270/1  | 11位   |
| 1 | 2016年11月30日 | 辛夷其ノ壱 | 通常盤          | EPCE-7272    | 11位   |
| 2 | 2019年10月02日 | 辛夷第二幕 | 初回生産限定盤A | EPCE-7529/30 | 7位    |
| 2 | 2019年10月02日 | 辛夷第二幕 | 初回生産限定盤B | EPCE-7531/2  | 7位    |
| 2 | 2019年10月02日 | 辛夷第二幕 | 通常盤          | EPCE-7533    | 7位    |

### サウンドトラック
|   | 発売日         | タイトル                                                    | 規格品番  | 規格品番 |
| - | -------------- | ----------------------------------------------------------- | --------- | -------- |
| 1 | 2017年09月06日 | 映画＆舞台「JKニンジャガールズ」 オリジナルサウンドトラック | UFCW-1126 |          |

### 映像作品

#### ライブ・コンサート
- Hello! Project New Fes! 2015（DVD：2015年9月26日、UP-FRONT WORKS）[77]
- こぶしファクトリー ライブツアー2016春 〜The Cheering Party!〜（DVD：2016年10月19日、UP-FRONT WORKS）[78]
- OTODAMA SEA STUDIO 2017 〜SUMMER FACTORY〜（DVD：2018年1月17日、UP-FRONT WORKS）[79]
- こぶしファクトリー&つばきファクトリー プレミアムライブ2018春 “KOBO”（DVD/BD：2018年9月5日、zetima）[80][81]
- OTODAMA SEA STUDIO 2018 〜こぶし夏魂!!〜（DVD：2018年1月16日、UP-FRONT WORKS）[82]
- こぶしファクトリー ファーストコンサート2019 春麗 〜GWスペシャル〜（DVD/BD：2019年9月4日、zetima）[83][84]
- こぶしファクトリー ライブツアー2019秋 ～Punching the air! スペシャル～（DVD/BD：2020年1月8日、zetima）[85][86]
- こぶしファクトリー ライブ2020 ～The Final Ring!～（DVD/BD：2020年7月8日、zetima）[87][88]

#### イベント
- BS-TBS 開局15周年特別企画 クールジャパン 〜道〜「ベストフィフティーン 〜カントリー・ガールズ、こぶしファクトリー、つばきファクトリー編〜」（DVD：2016年4月2日、UP-FRONT WORKS）[89]

- Greeting〜野村みな美・田口夏実〜（2017年1月26日、UP-FRONT WORKS）[90][91]
- Greeting〜藤井梨央・小川麗奈〜（2017年2月23日、UP-FRONT WORKS）[92][93]
- Greeting〜浜浦彩乃・和田桜子〜（2016年6月26日、UP-FRONT WORKS）[94][95]

#### 舞台
- 演劇女子部 ミュージカル「Week End Survivor」（DVD：2015年8月5日、UP-FRONT WORKS）[96]
- 舞台「JKニンジャガールズ」（DVD：2017年7月5日、zetima）[97]
- 演劇女子部「リボーン ～13人の魂は神様の夢を見る～」（DVD：2020年2月26日、zetima）[98]

#### 映画
- JKニンジャガールズ（DVD：2018年3月7日、東映）

#### PV集
- 辛夷音楽映像集（BD：2020年3月25日、zetima）[99]

### イベントV（イベント会場限定版）
- ドスコイ!ケンキョにダイタン（2015年10月4日）
- ラーメン大好き小泉さんの唄（2015年10月4日）
- 念には念（念入りVer.）（2015年10月4日）
- 桜ナイトフィーバー（2016年4月3日）[100]
- チョット愚直に!猪突猛進（2016年4月3日）[100]
- 押忍!こぶし魂（2016年4月3日）[100]
- サンバ!こぶしジャネイロ（2016年8月13日）[101]
- バッチ来い青春!（2016年8月13日）[101]
- オラはにんきもの（2016年8月13日）[101]
- シャララ!やれるはずさ/エエジャナイカ ニンジャナイカ（2017年8月8日）[102]
- これからだ!/明日テンキになあれ（2018年4月14日）[103]
- きっと私は/ナセバナル（2018年10月7日）[104]
- Oh No 懊悩/ハルウララ（2019年6月2日）[105]

#### コラボレーション
- YEAH YEAH YEAH/花、闌の時（2018年10月20日）[106] - ハロプロ・オールスターズ名義

### タイアップ
| 楽曲                                      | タイアップ                                                  |
| ----------------------------------------- | ----------------------------------------------------------- |
| ドスコイ!ケンキョにダイタン               | 栃木放送2015年9月度パワープレイ                             |
| ラーメン大好き小泉さんの唄                | フジテレビ系テレビドラマ『ラーメン大好き小泉さん』主題歌    |
| 念には念（念入りVer.）                    | 栃木放送2015年10月度パワープレイ                            |
| 桜ナイトフィーバー                        | 東北放送2016年3月度『TBCイチオシパワープレイ』              |
| オラはにんきもの                          | テレビ朝日主催『愛踊祭2016』エリア代表決定戦課題曲          |
| エエジャナイカ ニンジャナイカ             | 映画『JKニンジャガールズ』主題歌                            |
| 闇に抜け駆け                              | 映画・舞台『JKニンジャガールズ』挿入歌                      |
| ピッチピチトモダッチ                      | 映画『JKニンジャガールズ』挿入歌                            |
| ひょっこりひょうたん島                    | テレビ朝日主催『愛踊祭2018』敗者復活WEB予選/決勝大会 課題曲 |
| Yes! We are family 〜FC町田ゼルビアver.〜 | FC町田ゼルビア30周年公式応援ソング                          |

## 公演

### ライブ・コンサート

#### 単独ライブ・コンサート

##### 2015年
- こぶしファクトリー ライブツアー2015 〜 The First Ring! 〜（11月6日 - 2016年1月30日、10都市17公演）[21][114]

##### 2016年
- こぶしファクトリー ライブツアー2016春 〜The Cheering Party!〜（4月16日 - 6月19日、14都市27公演）[23]
- こぶしファクトリー Special Live 2016 Summer in OTODAMA SEA STUDIO（7月19日、音霊 OTODAMA SEA STUDIO）[25]
- こぶしファクトリー ライブツアー 2016秋 〜Hyper Mode〜（9月17日 - 11月20日、14都市28公演）[26][27]

##### 2017年
- こぶしファクトリー ライブツアー 2017春 〜PROGRESSIVE〜（4月9日 - 5月28日、15都市29公演）[30][31]
- OTODAMA SEA STUDIO 2017 〜SUMMER FACTORY〜（8月22日、音霊 OTODAMA SEA STUDIO）
- こぶしファクトリー ライブツアー 2017秋 〜Songs For You〜（10月7日 - 12月3日、11都市23公演）[47][48][49]

##### 2018年
- こぶしファクトリー ライブツアー2018 〜SHINE!こぶし魂!〜（4月8日 - 12月8日、21都市48公演）[50][51][52][53][54][55]
- OTODAMA SEA STUDIO 2018 〜こぶし夏魂!!〜（8月22日、音霊 OTODAMA SEA STUDIO）

##### 2019年
- こぶしファクトリー ライブツアー 2019 〜春麗〜（4月13日 - 6月21日、11都市21公演）[58]
- こぶしファクトリー ファーストコンサート2019 春麗 〜GWスペシャル〜（5月3日 - 6日、2都市4公演）[60]
- OTODAMA SEA STUDIO 2019 supported by POCARI SWEAT こぶし夏の念!!（7月31日、音霊 OTODAMA SEA STUDIO）
- こぶしファクトリー ライブツアー2019秋 〜Punching the air!スペシャル〜（9月2日、豊洲PIT）[62]
- こぶしファクトリー ライブツアー 2019秋 〜Punching the air!〜（9月14日 - 12月16日、10都市19公演）[64]

##### 2020年
- こぶしファクトリー ライブ2020 〜The Final Ring!〜（3月30日、東京ドームシティホール）[69]

新型コロナウイルス感染症による感染拡大の状況を鑑みて、公演を無観客で行い、生中継およびライブビューイングは予定通り実施、ただしライブビューイングは「発声や応援、立ち上がってのご鑑賞、コンサートライトのご使用を禁止」。

#### 合同ライブ・コンサート

##### 2015年
- Berryz工房祭り（2月28日・3月1日、有明コロシアム）[117]
- ハロプロ研修生 発表会 2015〜3月の生タマゴShow!〜（3月8日・14日・22日、Zepp Tokyo・御堂会館・東別院ホール）[118]
- ハロプロ研修生 発表会2015 〜春の公開実力診断テスト〜（5月4日、中野サンプラザ）[119]
- Hello! Project New Fes! 2015（2015年5月16日：渋谷公会堂）[120]
- ハロプロ研修生 発表会2015 〜6月の生タマゴShow!〜（6月14日・20日・27日、Zepp Tokyo・Nagoya・Namba）[121]
- ハロプロ研修生 発表会2015 〜9月の生タマゴShow!〜（9月6日・13日・19日、Zepp Tokyo・Namba・Nagoya）[122]
- Hello! Project New Fes!Ⅱ（2015年9月23日：五反田ゆうぽうとホール、2015年9月26日：森ノ宮ピロティホール）[123]
- ハロプロ研修生 発表会2015 〜11月・12月の生タマゴShow!〜（11月28日・12月12日・13日、Zepp Nagoya・Tokyo・Namba）[124]

##### 2016年
- Hello! Project 研修生発表会 2016 2月・3月 〜SINGING!〜（2月13日・28日・3月6日、Zepp Tokyo・Nagoya・Namba）[125]
- Hello! Project 研修生発表会2016 〜春の公開実力診断テスト〜（5月5日、中野サンプラザ）[126]
- Hello! Project 研修生発表会 2016 6月 〜EXCITING!〜（6月4日・5日・12日、Zepp Namba・Nagoya・Tokyo）[127]
- Hello! Project 研修生発表会 2016 9月 〜SINGING!〜（9月4日・24日・25日、Zepp Tokyo・Namba・Nagoya）[128]
- Hello! Project 研修生発表会 2016 12月 〜EXCITING!〜（12月11日・18日・23日、Zepp Namba・Tokyo・Nagoya）[129]

##### 2017年
- Hello! Project 研修生発表会 2017 3月 〜Marching!〜（3月11日・12日・18日・20日、Zepp Tokyo・Namba・Nagoya・Tokyo）[130]
- Hello! Project 研修生発表会2017 〜春の公開実力診断テスト〜（5月5日、中野サンプラザ）[131]
- Hello! Project 研修生発表会 2017 9月 〜Go NEXT!〜 (9月3日・9日・10日、Zepp Tokyo・Namba・Nagoya）[132]

##### 2018年
- こぶしファクトリー&つばきファクトリー プレミアムライブ2018春 “KOBO”（5月3日 中野サンプラザ、5日 NHK大阪ホール）[133]

#### ハロー!プロジェクト コンサート
ハロー!プロジェクトの作品・出演一覧#Hello! Project コンサートを参照。こぶしファクトリーはこのうち2015年1月・2月に行われた「Hello! Project 2015 WINTER 〜DANCE MODE!〜 & 〜HAPPY EMOTION!〜」から、2020年1月・2月に行われた「Hello! Project 2020 Winter HELLO! PROJECT IS [　　　　　] ～side A～ & ～side B～」までのコンサートに参加している。

#### コンサート帯同

##### 2015年
- モーニング娘。'15コンサートツアー春 〜GRADATION〜（オープニングアクト。4月11日 - 5月27日、8都市17公演）[134][135]
- Juice=Juice ファーストライブツアー2015 ～Special Juice～（5月2日 - 23日、2都市5公演）[136]
- アンジュルム STARTING LIVE TOUR SPECIAL @日本武道館 『大器晩成』（オープニングアクト。5月26日、日本武道館）[137]
- アンジュルムファーストコンサートツアー 2015秋『百花繚乱』〜福田花音卒業スペシャル〜（オープニングアクト。11月29日、日本武道館）[138]

##### 2016年
- アンジュルム コンサートツアー 2016春 『九位一体』 〜田村芽実卒業スペシャル〜（オープニングアクト。5月30日、日本武道館）[139]
- モーニング娘。'16コンサートツアー春〜EMOTION IN MOTION〜鈴木香音卒業スペシャル（オープニングアクト。5月31日、日本武道館）[139]

##### 2017年
- ℃-ute ラストコンサート in さいたまスーパーアリーナ 〜Thank you team℃-ute〜（オープニングアクト。6月12日、さいたまスーパーアリーナ）[140]
- 嗣永桃子ラストライブ ♥ありがとう おとももち♥（オープニングアクト。6月30日、青海野外特設会場）[141]

##### 2018年
- アンジュルム コンサートツアー 2018春 十人十色 ＋ ファイナル（オープニングアクト。5月28日、日本武道館）[142]
- モーニング娘。誕生20周年記念コンサートツアー2018春〜We are MORNING MUSUME。〜ファイナル（オープニングアクト。6月19日、日本武道館）[143]
- Juice=Juice LIVE 2018 at NIPPON BUDOKAN TRIANGROOOVE（オープニングアクト。10月29日、日本武道館）[144]

##### 2019年
- モーニング娘。'19コンサートツアー春 ～BEST WISHES！～（ゲストアクト。3月16日・17日・5月4日、2都市6公演）[145]

#### ライブイベント・音楽フェス

##### 2015年
- SUMMER CONFERENCE 2015～『サマステ！』ライブ（7月20日、横浜レンガ倉庫）
- TOKYO IDOL FESTIVAL 2015（8月2日、お台場・青海周辺エリア）[146]
- 2015神宮外苑花火大会（8月11日、明治神宮外苑）[147]
- メ～テレ秋まつり BOMBER-E I.ナイト 秋まつりスペシャルLIVE（9月27日、久屋大通公園「光の広場」）
- 本格音楽女子祭-其の十壱-（11月16日、TSUTAYA O-EAST）[148]
- LiVE GiRLPOP Vol.5～Emotion～（12月5日、赤坂BLITZ）

##### 2016年
- FM-FUJIの人気プログラム「GIRLS❤GIRLS❤GIRLS」ライブイベント“GIRLS❤GIRLS❤GIRLS” Premium Live!!（1月26日、新宿ReNY）
- TOKYO IDOL LIVE 〜IDOL LOVE をあなたに!Valentine's Day Special LIVE〜（2月14日、六本木nicofarre）
- 本格音楽女子祭-其の十四-（2月28日、TSUTAYA O-EAST）
- ピンクス&コピンクス!ラストライブ2016 MOMENT memories（3月12日、ディファ有明）[149]
- つりビットPresents 俺得だよ!全員集合!〜Spring Special〜（3月14日、TSUTAYA O-EAST）[150]
- THE LIVE SPECIAL Vol.2（3月27日、新宿BLAZE）[151]
- ミュージックパーク 2016〜全国のアイドルと食の祭典!日比谷公園からニッポンを元気にしちゃいまスペシャル〜（5月1日、日比谷公園）[152]
- アイドル横丁夏まつり!!〜2016〜（7月2日、横浜赤レンガパーク）[153]
- TOKYO IDOL FESTIVAL 2016（8月5日、お台場・青海周辺エリア）[154]
- 国民的アニメソングカバーコンテスト 愛踊祭〜あいどるまつり〜2016（9月10日、TOKYO DOME CITY HALL）
- AOMORI ROCK FESTIVAL'16 〜夏の魔物〜 10周年記念大会（10月1日、青森県東津軽郡平内町夜越山スキー場）[155]
- SPORTS of HEART MUSIC FES 2016（10月14日、国立代々木競技場第一体育館）[156]
- 第2回ナカGフェス（11月22日、新宿ReNY）[157]

##### 2017年
- @JAM2017（5月27日、Zepp DiverCity）[158]
- スカパー! サマーフェス 2017 powered by FULL CHORUS（7月28日、日本武道館）[159]
- TOKYO IDOL FESTIVAL2017（8月4日、お台場・青海周辺エリア）[160]
- 東京GIRLS ROCK（10月12日、渋谷duo MUSIC EXCHANGE）

##### 2018年
- VIVA LA ROCK EXTRA 「ビバラポップ!」（5月6日、さいたまスーパーアリーナ ）[161] - ゲスト出演
- H.I.P. presents GIG TAKAHASHI 2018 vol.2（6月3日、渋谷WWWX）
- T-Palette Records Presents [Live] meets palette 201806（6月4日、恵比寿LIQUIDROOM）[162]
- 宴 -notage- 第四夜（6月12日、TSUTAYA O-EAST）[163]
- YUME LIVE DEATH MATCH supported by 激ロック VOL.02（6月20日、渋谷WWWX）[164]
- TOKYO IDOL FESTIVAL2018（8月3日、お台場・青海周辺エリア）[165]
- GIRLS IDOL SPLASH!!（8月17日、Zepp Diver City Tokyo）
- MARQUEE×DEARSTAGE祭 Vol.2（8月21日、TSUTAYA O-EAST）
- 激辛グルメ祭り presents HOT THE LIVE!!!!!!（9月6日、新宿BLAZE）[166]
- 国民的アニメソングカバーコンテスト 愛踊祭〜あいどるまつり〜2018 決勝大会（9月8日、TOKYO DOME CITY HALL）
- LIVE SHOW CASE 2018〜アイドルの加速器になりたい〜（12月9日、山野ホール）
- 宴 -notage- 第五夜（12月11日、マイナビBLITZ赤坂）
- TOKYO IDOL Xmas!!（12月24日、白金高輪SELENE b2）

##### 2019年
- uP!!! SPECIAL BANQUET vol.1 projected by ライブナタリー（2月26日、TSUTAYA O-EAST）[167]
- IDORISE!! FESTIVAL 2019-DAY-（3月9日、TSUTAYA O-EAST、TSUTAYA O-WEST、TSUTAYA O-nest、TSUTAYA O-Crest、duo MUSIC EXCHANGE）[168]
- - VDC Presents - Vocal & Dance Collection Live Vol.3 Supported by OTOTOY & i-dio（4月15日、TOKYO FM HALL）[169]
- MARQUEE祭 Vol.30（5月9日、TSUTAYA O-EAST）
- TOKYO IDOL FESTIVAL2019（8月4日、お台場・青海周辺エリア）[170]
- 愛踊祭×テレ朝夏祭り SUMMER STATION（8月14日、SUMMER STATION LIVE アリーナ）[171]
- 出張!六本木アイドルフェスティバルin激辛グルメ祭り（9月7日、新宿BLAZE）

##### 2020年
- MX IDOL FESTIVAL Vol.15（2月9日、豊洲PIT）

## 出演

### テレビ

#### バラエティ
- The Girls Live（2015年3月 - 2019年3月、テレビ東京、BSテレ東他）
- うたなび!（2016年10月 - 2020年3月、日音制作、TOKYO MXほか） - レギュラー
  - こぶしファクトリーのドスコイ定期便（2016年10月 - 2018年3月） - 毎週2人ずつ出演、2017年12月以降は全員出演
  - こぶしファクトリーのなびノリア♪（2018年4月 - 2020年3月）
- AI・DOLプロジェクト（2019年4月1日 - 2020年3月30日、テレビ東京、BSテレ東他）

#### 音楽特番
- 第57回輝く!日本レコード大賞（2015年12月30日、TBSテレビ）
- 音楽の日 2017（2017年7月15日・7月16日、TBSテレビ）

#### ウェブテレビ
- FC町田ゼルビアをつくろう〜ゼルつく〜（2019年3月 - 2020年3月、AbemaTV）- 執行部(野村みな美)

#### ウェブドラマ
- スカパー! 朝のTwitterドラマ「授業中の手紙」（2019年4月22日 - 26日、スカパー!Twitter公式アカウント） - 主演（和田のみ）
- スカパー! 朝のTwitterドラマ「さぼり」（2019年9月16日 - 27日、スカパー!Twitter公式アカウント） - 主演（井上、野村のみ）
- スカパー! 朝のTwitterドラマ「タイムカプセル」（2020年3月16日 - 27日、スカパー!Twitter公式アカウント） - 主演

#### その他のテレビ番組
- 舞台「JKニンジャガールズ」メイキング（2017年2月26日、BSスカパー!）
- 舞台「JKニンジャガールズ」（2017年5月28日、BSスカパー!）[172]
- 映画「JKニンジャガールズ」メイキング（2017年6月24日、BSスカパー!）[172]
- こぶしファクトリー特番～みんなで咲かせた青春の花～（2020年3月29日、BSスカパー!）[173]

### ラジオ
- エブ★ラジ 夜の連続スマホ小説「Week End Survivor〜粛清ゲーム〜」（2015年3月1日 - 29日、TBSラジオ）[174] - 3月29日は総集編
- GIRLS♥GIRLS♥GIRLS =FULL BOOST= 「こぶしファクトリーの夜空で逢いましょう」（2018年4月19日 - 2020年3月26日、FM-FUJI）[175]
- Fine!!「まこと・こぶしファクトリーのラジオパンチ!」（2019年4月3日 - 2020年3月25日、TBSラジオ）[176]

### 舞台
- 演劇女子部 ミュージカル「Week End Survivor」（2015年3月26日 - 4月5日、シアターグリーン BIG TREE THEATER）[177]
- JKニンジャガールズ（2017年2月23日 - 3月4日、全労済ホール/スペース・ゼロ）[178][28]
- 演劇女子部「遙かなる時空の中で6 外伝 〜黄昏ノ仮面〜」（2019年6月12日・14日、サンシャイン劇場） - 友情出演[179](野村みな美、浜浦彩乃、和田桜子)
- こくみん共済 coop ホール／スペース・ゼロ提携公演 演劇女子部「リボーン～13人の魂は神様の夢を見る～」（2019年11月14日 - 24日、こくみん共済 coop ホール／スペース・ゼロ）[65] ※BEYOOOOONDSと共演

### 映画
- 映画版 JKニンジャガールズ（2017年7月17日公開、東映）[178][45][46]

### ミュージック・ビデオ
- アンジュルム（26thシングル）「恋はアッチャアッチャ」 - 公式 アッチャアッチャ応援隊(和田桜子)

### 書籍

#### 単行本
- 映画「JKニンジャガールズ」オフィシャルフォトブック（2017年7月17日、オデッセー出版）[180]

#### 雑誌連載
- 月刊エンタメ『こぶしファクトリー×つばきファクトリーのこぶつば夢工房』（つばきファクトリーとの合同連載。 2018年5月号 - 2019年8月号、徳間書店）

#### 写真集
- 浜浦彩乃・和田桜子(こぶしファクトリー)ミニ写真集『Greeting-Photobook-』（2016年12月10日、オデッセー出版）[181]
- 野村みな美・田口夏実(こぶしファクトリー)ミニ写真集『Greeting-Photobook-』（2017年2月18日、オデッセー出版）[182]
- 藤井梨央・小川麗奈(こぶしファクトリー)ミニ写真集『Greeting-Photobook-』（2017年3月25日、オデッセー出版）[183]
- 清,爽（2018年9月8日、オデッセー出版、撮影：長野博文）[184](野村みな美)
- 桜子（2019年6月21日、オデッセー出版、撮影：岡本武志） [185](和田桜子)